# Districtul El Hamadna
El Hamadna este un district din provincia Relizane, Algeria.